# Браво, Елена Валерьевна
Еле́на Вале́рьевна Бра́во (бел. Алена Валер’еўна Брава; род. 18 августа 1966, Борисов, Минская область) — белорусская писательница и журналистка. Лауреат литературной премии «Глиняный Вялес» (2004) за книгу «Комендантский час для ласточек». Лауреат международной литературной премии «Silver Bullet»(«Серебряная пуля», 2013) издательство «Franc-Tireur USA» (США) за книги «Любовь в облаках казарм Манкада», «Менада и её сатиры», «Спектакль в чёрном театре», которые вышли в этим издательстве в 2012—2013 годах.

## Биография
Родилась в Борисове в семье трудящихся. Окончила факультет журналистики БГУ, после зачем переехала с мужем-кубинцем и дочерью на Кубу. Вернувшись, работала в борисовской районной газете «Единство».

## Творчество
В школьные годы начала писать стихотворении, ими и дебютировала в 1982 году на страницах борисовской районной газеты. Юношеские стихотворении позже были объединены в поэтический сборник «На глубине корней» (2002).
Первое прозаическое произведение, повесть «Безжалостный мой воин», было издано в 2001-м, в журнале «Источник».
Впечатления от жизни на социалистической Кубе Фиделя Кастро легли в основу повести «Комендантский час для ласточек», которая принесла писателю известность и вошла в одноимённый сборник прозы («Художественная литература», серия «Дебют», 2004).
Браво является автором повествований «Топить девчонок здесь разрешено», «Змея, покрытая перьями птицы Солнце», «Ясным утром в Абель Сантамария», «Эффект присутствия», «Сон пионерки», «Крупеник для музы», повестей «Имя ценю — свет», «Рай давно перанаселе», «Прощение» (2013), романа «Менада и её сатиры», которые составили книги прозы «Рай давно перанаселён» («Галіяфы», серия «Второй фронт искусств», 2012), «Дараванне/Прощение/Vergebung» («Звязда», 2013).